# Garajowa Przełęcz Wyżnia
Garajowa Przełęcz Wyżnia (słow. Vyšné Garajovo sedlo) – przełęcz położona na wysokości 1916 m w masywie Liptowskich Kop, w słowackich Tatrach Wysokich. Oddziela Wielką Kopę Koprową od Wielkiej Garajowej Kopy.
Jest to szeroka i trawiasta przełęcz. Jej północne stoki opadają do dna dolinki Wielkie Rycerowe, południowe do Garajowej Dolinki. Wszystkie są trawiaste i łatwe do przejścia. Garajowa Przełęcz Wyżnia umożliwia łatwy dostęp do szczytów Liptowskich Kop. Jest dogodnie dostępna z Doliny Koprowej i Doliny Wierchcichej, a także z innych obiektów w masywie. Zimą dla doświadczonych narciarzy możliwe jest wejście również na nartach, choć stoki z niej opadające są lawiniaste. Mimo dostępności nie prowadzą na nią żadne znakowane szlaki turystyczne. Od 1949 r. jest zamkniętym obszarem ochrony ścisłej z zakazem wstępu.
Pierwsze wejścia na Garajową Przełęcz Wyżnią nie są znane, najprawdopodobniej dokonywali ich myśliwi lub pasterze. Liptowskie Kopy były wypasane co najmniej od XVII wieku.